# Maria Babska
Maria Babska z domu Otko (ur. 19 sierpnia 1902 w Szewnej, zm. 18 października 1985 w Warszawie) – polska nauczycielka, ludowa działaczka oświatowa.

## Życiorys

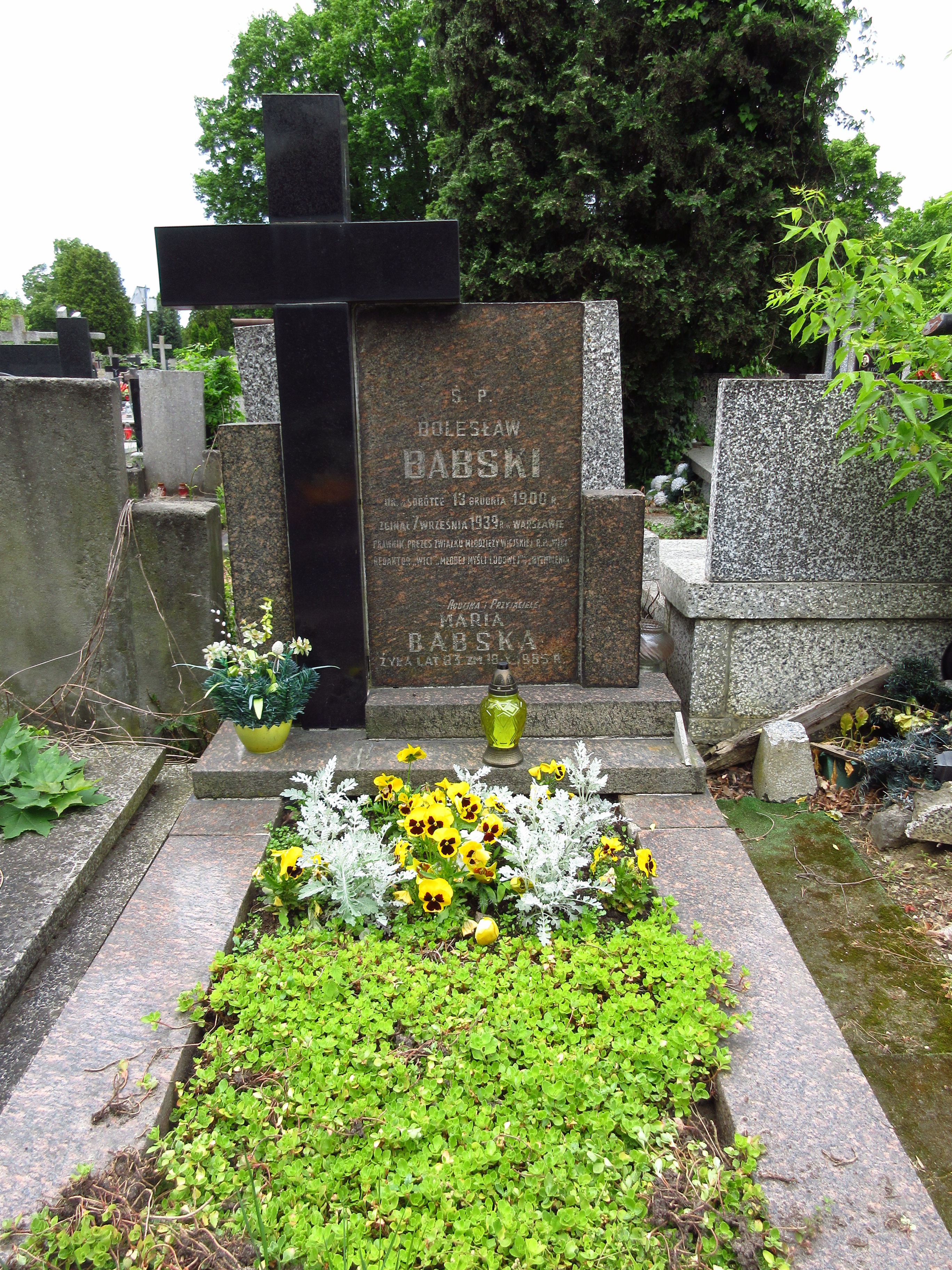
Grób Marii Babskiej na Cmentarzu Bródnowskim.

Uczęszczała do studium nauczycielskiego w Ostrowcu Świętokrzyskim, które ukończyła w 1922. Następnie uczyła się w czteroletnim Wyższym Kursie Nauczycielskim w Warszawie, po jego ukończeniu była nauczycielką w szkołach powszechnych. Od 1931 zamieszkała w Warszawie, działała w Związku Nauczycielstwa Polskiego i spółdzielczości wiejskiej. Po wybuchu II wojny światowej prowadziła tajne nauczanie, od 1941 była aktywna w Ludowym Związku Kobiet. W maju 1943 została aresztowana i osadzona na Pawiaku, skąd została przewieziona do KL Auschwitz, a następnie do Ravensbrück (KL). Po oswobodzeniu obozu znalazła się w Szwecji, skąd powróciła w listopadzie 1945 do kraju. W 1946 stała się współorganizatorką Chłopskiego Towarzystwa Przyjaciół Dzieci, gdzie przez rok pełniła funkcję sekretarza, a od 1947 przez dwa lata była członkiem Zarządu Głównego. Równocześnie działała w Radzie Głównej Kobiecego Związku Samopomocy Chłopskiej i w Lewicy Polskiego Stronnictwa Ludowego. Od 1948 działała w Radzie Naczelnej PSL, gdzie przewodniczyła Wydziałowi Kobiecego Naczelnego Komitetu Wykonawczego. Rok później została członkiem Zarządu Głównego Towarzystwa Przyjaciół Dzieci. W 1962 została oddelegowana do Ministerstwa Oświaty, gdzie do przejścia na emeryturę była wizytatorem w Wydziale Wczasów Dziecięcych. W uznaniu zasług została odznaczona Krzyżem Kawalerskim Orderu Odrodzenia Polski i innymi odznaczeniami resortowymi.
Spoczywa na cmentarzu Bródnowskim (kw. 42I-III-16). Była żoną Bolesława Babskiego.